# Curling-Europameisterschaft 2006
Die Curling-Europameisterschaft 2006 der Männer und Frauen fand vom 9. bis 16. Dezember in der Schweiz statt. Austragungsort war die St. Jakob-Arena in Münchenstein bei Basel.

## Turnier der Männer

### Teilnehmer
| Dänemark | Finnland | Frankreich |
| --- | --- | --- |
| Skip: Johnny Frederiksen Third: Lars Vilandt Second: Bo Jensen Lead: Kenneth Hertsdahl Ersatz: Ivan Frederiksen   | Skip: Markku Uusipaavalniemi Third: Kalle Kiiskinen Second: Jani Sullanmaa Lead: Teemu Sallo Ersatz: Jari Rouvinen | Skip: Thomas Dufour Third: Tony Angiboust Second: Jan Henri Ducroz Lead: Richard Ducroz Ersatz: Raphaël Mathieu |
| Deutschland | Irland | Norwegen |
| Skip: Sebastian Stock Third: Daniel Herberg Second: Markus Messenzehl Lead: Patrick Hoffman Ersatz: Bernhard Mayr | Skip: Robin Gray Third: John Kenny Second: Neil Fyfe Lead: Peter Wilson Ersatz: Tony Tierney                       | Skip: Thomas Ulsrud Third: Torger Nergård Second: Thomas Due Lead: Jan Thoresen Ersatz: Petter Moe              |
| Schottland | Schweden | Schweiz |
| Skip: David Murdoch Third: Ewan MacDonald Second: Peter Smith Lead: Euan Byers Ersatz: David Hay                  | Skip: Per Carlsén Third: Mickael Norberg Second: Rickard Hallström Lead: Fredrik Hallström Ersatz: Nils Carlsen    | Skip: Andreas Schwaller Third: Ralph Stöckli Second: Thomas Lips Lead: Damian Grichting Ersatz: Raphael Brütsch |
| Wales | | |
| Skip: Adrian Meikle Third: Jamie Meikle Second: Stuart Hills Lead: Andrew Tanner Ersatz: Colin Morrison           | | |

### Round Robin
| Platz | Team        | Spiele | Siege | Ndlg. |
| ----- | ----------- | ------ | ----- | ----- |
| 1.    | Schottland  | 9      | 7     | 2     |
| 2.    | Schweiz     | 9      | 7     | 2     |
| 3.    | Deutschland | 9      | 6     | 3     |
| 4.    | Schweden    | 9      | 5     | 4     |
|       | Norwegen    | 9      | 5     | 4     |
|       | Finnland    | 9      | 5     | 4     |
| 7.    | Frankreich  | 9      | 3     | 6     |
|       | Dänemark    | 9      | 3     | 6     |
|       | Irland      | 9      | 3     | 6     |
| 10.   | Wales       | 9      | 1     | 8     |

| Datum    | Zeit  | Begegnung                | Resultat |
| -------- | ----- | ------------------------ | -------- |
| 9. Dez.  | 12:00 | Schweiz – Frankreich     | 8:6      |
|          |       | Finnland – Deutschland   | 5:6      |
|          |       | Dänemark – Irland        | 4:5      |
|          |       | Wales – Schottland       | 7:9      |
|          |       | Norwegen – Schweden      | 5:6      |
|          | 20:00 | Norwegen – Finnland      | 8:7      |
|          |       | Irland – Schweden        | 6:8      |
|          |       | Schweiz – Wales          | 8:3      |
|          |       | Dänemark – Frankreich    | 9:7      |
|          |       | Deutschland – Schottland | 3:10     |
| 10. Dez. | 13:00 | Schottland – Schweden    | 6:4      |
|          |       | Frankreich – Wales       | 9:7      |
|          |       | Deutschland – Norwegen   | 3:4      |
|          |       | Irland – Schweiz         | 5:8      |
|          |       | Dänemark – Finnland      | 2:8      |
| 11. Dez. | 08:00 | Frankreich – Deutschland | 5:10     |
|          |       | Dänemark – Schweiz       | 1:4      |
|          |       | Finnland – Schweden      | 7:5      |
|          |       | Schottland – Norwegen    | 5:4      |
|          |       | Wales – Irland           | 7:8      |
|          | 16:00 | Dänemark – Norwegen      | 2:8      |
|          |       | Deutschland – Irland     | 10:7     |
|          |       | Frankreich – Schottland  | 5:11     |
|          |       | Finnland – Wales         | 9:8      |
|          |       | Schweden – Schweiz       | 5:6      |

| Datum    | Zeit  | Begegnung              | Resultat |
| -------- | ----- | ---------------------- | -------- |
| 12. Dez. | 09:00 | Schweden – Wales       | 7:2      |
|          |       | Schweiz – Schottland   | 3:8      |
|          |       | Irland – Finnland      | 6:9      |
|          |       | Deutschland – Dänemark | 7:4      |
|          |       | Frankreich – Norwegen  | 4:9      |
|          | 19:00 | Finnland – Schweiz     | 4:7      |
|          |       | Schweden – Frankreich  | 8:2      |
|          |       | Wales – Deutschland    | 6:4      |
|          |       | Norwegen – Irland      | 4:6      |
|          |       | Schottland – Dänemark  | 7:9      |
| 13. Dez. | 15:00 | Irland – Schottland    | 1:7      |
|          |       | Wales – Norwegen       | 5:7      |
|          |       | Schweden – Dänemark    | 7:5      |
|          |       | Frankreich – Finnland  | 6:2      |
|          |       | Schweiz – Deutschland  | 3:7      |
| 14. Dez. | 08:00 | Wales – Dänemark       | 5:7      |
|          |       | Schottland – Finnland  | 3:9      |
|          |       | Norwegen – Schweiz     | 2:6      |
|          |       | Schweden – Deutschland | 4:5      |
|          |       | Irland – Frankreich    | 2:8      |

### Tie-break
Um den vierten Halbfinalisten und den Siebtplatzierten zu ermitteln, mussten je zwei Entscheidungsspiele ausgetragen werden.
| Datum    | Zeit  | Begegnung             | Resultat |
| -------- | ----- | --------------------- | -------- |
| 14. Dez. | 16:00 | Finnland – Norwegen   | 5:6      |
|          |       | Irland – Frankreich   | 4:5      |
| 14. Dez. | 20:00 | Finnland – Norwegen   | 5:6      |
|          |       | Dänemark – Frankreich | 5:6      |

### Playoffs
|  | Page Playoffs | Page Playoffs | Page Playoffs |   |             | Halbfinale | Halbfinale | Halbfinale |            |   | Finale  | Finale | Finale |
|  |               |               |               |   |             |            |            |            |            |   |         |        |        |
|  | 1             | Schottland    | 5             |   |             |            |            |            |            |   |         |        |        |
|  | 2             | Schweiz       | 9             |   |             |            |            |            |            | 2 | Schweiz | 7      |        |
|  | 2             | Schweiz       | 9             | 4 | Schweden    | 2          |            |            |            | 2 | Schweiz | 7      |        |
|  |               |               |               | 4 | Schweden    | 2          |            | 1          | Schottland | 6 |         |        |        |
|  |               | 1             | Schottland    | 5 |             |            |            | 1          | Schottland | 6 |         |        |        |
|  | 3             | 1             | Schottland    | 5 | Deutschland | 4          |            |            |            |   |         |        |        |
|  | 3             |               |               |   | Deutschland | 4          |            |            |            |   |         |        |        |
|  | 4             | Schweden      | 6             |   |             |            |            |            |            |   |         |        |        |

| Team       | 1 | 2 | 3 | 4 | 5 | 6 | 7 | 8 | 9 | 10 | Total |
| Schottland | 0 | 2 | 0 | 0 | 2 | 0 | 0 | 1 | 0 | 0  | 5     |
| Schweiz    | 1 | 0 | 2 | 1 | 0 | 0 | 2 | 0 | 1 | 2  | 9     |

| Team        | 1 | 2 | 3 | 4 | 5 | 6 | 7 | 8 | 9 | 10 | Total |
| Deutschland | 1 | 0 | 0 | 0 | 0 | 2 | 0 | 0 | 0 | 1  | 4     |
| Schweden    | 0 | 0 | 0 | 0 | 1 | 0 | 1 | 4 | 0 | 0  | 6     |

| Team       | 1 | 2 | 3 | 4 | 5 | 6 | 7 | 8 | 9 | 10 | Total |
| Schweden   | 0 | 0 | 0 | 1 | 0 | 0 | 1 | 0 | 0 | 0  | 2     |
| Schottland | 0 | 0 | 1 | 0 | 0 | 2 | 0 | 2 | 0 | 0  | 5     |

| Team       | 1 | 2 | 3 | 4 | 5 | 6 | 7 | 8 | 9 | 10 | 11 | Total |
| Schweiz    | 1 | 0 | 1 | 1 | 0 | 2 | 0 | 0 | 1 | 0  | 1  | 7     |
| Schottland | 0 | 1 | 0 | 0 | 1 | 0 | 3 | 0 | 0 | 1  | 0  | 6     |

| Platz | Land        |
| ----- | ----------- |
| 1     | Schweiz     |
| 2     | Schottland  |
| 3     | Schweden    |
| 4     | Deutschland |
| 5     | Norwegen    |
| 6     | Finnland    |
| 7     | Frankreich  |
| 8     | Dänemark    |
| 9     | Irland      |
| 10    | Wales       |

## Turnier der Frauen

### Teilnehmerinnen
| Tschechien | Dänemark | Deutschland |
| --- | --- | --- |
| Skip: Hana Synackova Third: Lenka Danielisová Second: Lenka Kučerová Lead: Karolina Pilarová Ersatz: Michala Souhradová  | Skip: Madeleine Dupont Third: Camilla Jensen Second: Denise Dupont Lead: Angelina Jensen Ersatz: Charlotte Hedegaard | Skip: Andrea Schöpp Third: Monika Wagner Second: Anna Hartelt Lead: Marie-Therese Rotter Ersatz: Martina Tichatschke |
| Italien | Niederlande | Norwegen |
| Skip: Diana Gaspari Third: Giulia Lacedelli Second: Giorgia Apollonio Lead: Violetta Caldart Ersatz: Elettra de Col      | Skip: Shari Leibbrandt Third: Margrietha Voskuilen Second: Idske de Jong Lead: Marlijn Muller Ersatz: Ester Romijn   | Skip: Dordi Nordby Third: Marianne Rørvik Second: Charlotte Hovring Lead: Camilla Holth Ersatz: Kristin Skaslien     |
| Russland | Schottland | Schweden |
| Skip: Ludmila Priwiwkowa Third: Olga Scharkowa Second: Nkeiruka Jesech Lead: Jekaterina Galkina Ersatz: Margarita Fomina | Skip: Rhona Martin Third: Deborah Knox Second: Claire Milne Lead: Lynn Cameron Ersatz: Jacqui Byers                  | Skip: Camilla Johansson Third: Katarina Nyberg Second: Mio Hasselborg Lead: Elisabeth Persson Ersatz: Linda Ohlson   |
| Schweiz | | |
| Skip: Mirjam Ott Third: Binia Beeli Second: Valeria Spälty Lead: Janine Greiner Ersatz: Manuela Kormann                  | | |

### Round Robin
| Platz | Team        | Spiele | Siege | Ndlg. |
| ----- | ----------- | ------ | ----- | ----- |
| 1.    | Russland    | 9      | 9     | 0     |
| 2.    | Italien     | 9      | 6     | 3     |
| 3.    | Schweiz     | 9      | 6     | 3     |
| 4.    | Schottland  | 9      | 5     | 4     |
|       | Deutschland | 9      | 5     | 4     |
|       | Schweden    | 9      | 5     | 4     |
| 7.    | Dänemark    | 9      | 4     | 5     |
| 8.    | Tschechien  | 9      | 3     | 6     |
| 9.    | Norwegen    | 9      | 2     | 7     |
| 10.   | Niederlande | 9      | 0     | 9     |

| Datum    | Zeit  | Begegnung                | Resultat |
| -------- | ----- | ------------------------ | -------- |
| 9. Dez.  | 08:00 | Schottland – Tschechien  | 5:2      |
|          |       | Dänemark – Schweden      | 3:7      |
|          |       | Norwegen – Niederlande   | 9:3      |
|          |       | Russland – Schweiz       | 12:6     |
|          |       | Deutschland – Italien    | 8:5      |
|          | 16:00 | Deutschland – Dänemark   | 0:9      |
|          |       | Niederlande – Italien    | 6:9      |
|          |       | Schottland – Russland    | 2:7      |
|          |       | Norwegen – Tschechien    | 6:4      |
|          |       | Schweden – Schweiz       | 8:6      |
| 10. Dez. | 09:00 | Schweiz – Italien        | 4:7      |
|          |       | Tschechien – Russland    | 5:9      |
|          |       | Schweden – Deutschland   | 4:8      |
|          |       | Niederlande – Schottland | 2:6      |
|          |       | Norwegen – Dänemark      | 2:9      |
|          | 17:00 | Tschechien – Schweden    | 9:8      |
|          |       | Norwegen – Schottland    | 5:7      |
|          |       | Dänemark – Italien       | 6:7      |
|          |       | Schweiz – Deutschland    | 7:6      |
|          |       | Russland – Niederlande   | 14:3     |
| 11. Dez. | 12:00 | Norwegen – Deutschland   | 2:10     |
|          |       | Schweden – Niederlande   | 7:2      |
|          |       | Tschechien – Schweiz     | 2:9      |
|          |       | Dänemark – Russland      | 6:10     |
|          |       | Italien – Schottland     | 2:6      |

| Datum    | Zeit  | Begegnung                 | Resultat |
| -------- | ----- | ------------------------- | -------- |
| 11. Dez. | 20:00 | Italien – Russland        | 4:6      |
|          |       | Schottland – Schweiz      | 4:5      |
|          |       | Niederlande – Dänemark    | 7:9      |
|          |       | Schweden – Norwegen       | 7:5      |
|          |       | Tschechien – Deutschland  | 5:10     |
| 12. Dez. | 15:00 | Dänemark – Schottland     | 8:4      |
|          |       | Italien – Tschechien      | 6:5      |
|          |       | Russland – Schweden       | 7:3      |
|          |       | Deutschland – Niederlande | 9:3      |
|          |       | Schweiz – Norwegen        | 6:5      |
| 13. Dez. | 09:00 | Niederlande – Schweiz     | 5:6      |
|          |       | Russland – Deutschland    | 9:6      |
|          |       | Italien – Norwegen        | 9:5      |
|          |       | Tschechien – Dänemark     | 8:7      |
|          |       | Schottland – Schweden     | 2:5      |
|          | 19:00 | Russland – Norwegen       | 7:5      |
|          |       | Schweiz – Dänemark        | 7:3      |
|          |       | Deutschland – Schottland  | 3:6      |
|          |       | Italien – Schweden        | 9:2      |
|          |       | Niederlande – Tschechien  | 4:11     |

### Tie-break
Um den vierten Halbfinalisten zu ermitteln, mussten zwei Entscheidungsspiele ausgetragen werden.
| Datum    | Zeit  | Begegnung                | Resultat |
| -------- | ----- | ------------------------ | -------- |
| 14. Dez. | 12:00 | Schottland – Schweden    | 7:6      |
|          | 20:00 | Schottland – Deutschland | 4:3      |

### Playoffs
|  | Page Playoffs | Page Playoffs | Page Playoffs |   |          | Halbfinale | Halbfinale | Halbfinale |         |   | Finale   | Finale | Finale |
|  |               |               |               |   |          |            |            |            |         |   |          |        |        |
|  | 1             | Russland      | 5             |   |          |            |            |            |         |   |          |        |        |
|  | 2             | Italien       | 7             |   |          |            |            |            |         | 1 | Russland | 9      |        |
|  | 2             | Italien       | 7             | 1 | Russland | 7          |            |            |         | 1 | Russland | 9      |        |
|  |               |               |               | 1 | Russland | 7          |            | 2          | Italien | 4 |          |        |        |
|  |               | 3             | Schweiz       | 5 |          |            |            | 2          | Italien | 4 |          |        |        |
|  | 3             | 3             | Schweiz       | 5 | Schweiz  | 8          |            |            |         |   |          |        |        |
|  | 3             |               |               |   | Schweiz  | 8          |            |            |         |   |          |        |        |
|  | 4             | Schottland    | 3             |   |          |            |            |            |         |   |          |        |        |

| Team     | 1 | 2 | 3 | 4 | 5 | 6 | 7 | 8 | 9 | 10 | Total |
| Russland | 0 | 2 | 0 | 1 | 0 | 1 | 0 | 1 | 0 | 0  | 5     |
| Italien  | 0 | 0 | 0 | 0 | 2 | 0 | 3 | 0 | 1 | 1  | 7     |

| Team       | 1 | 2 | 3 | 4 | 5 | 6 | 7 | 8 | 9 | 10 | Total |
| Schweiz    | 0 | 2 | 0 | 1 | 1 | 0 | 2 | 0 | 1 | 1  | 8     |
| Schottland | 0 | 0 | 1 | 0 | 0 | 1 | 0 | 1 | 0 | 0  | 3     |

| Team     | 1 | 2 | 3 | 4 | 5 | 6 | 7 | 8 | 9 | 10 | 11 | Total |
| Russland | 0 | 1 | 0 | 0 | 1 | 0 | 0 | 1 | 2 | 0  | 2  | 7     |
| Schweiz  | 0 | 0 | 0 | 1 | 0 | 3 | 0 | 0 | 0 | 1  | 0  | 5     |

| Team     | 1 | 2 | 3 | 4 | 5 | 6 | 7 | 8 | 9 | 10 | Total |
| Russland | 1 | 0 | 3 | 0 | 1 | 1 | 1 | 0 | 1 | 1  | 9     |
| Italien  | 0 | 3 | 0 | 0 | 0 | 0 | 0 | 1 | 0 | 0  | 4     |

| Platz | Land        |
| ----- | ----------- |
| 1     | Russland    |
| 2     | Italien     |
| 3     | Schweiz     |
| 4     | Schottland  |
| 5     | Deutschland |
| 6     | Schweden    |
| 7     | Dänemark    |
| 8     | Tschechien  |
| 9     | Norwegen    |
| 10    | Niederlande |